# Esbjerg
Esbjerg es una ciudad danesa en el suroeste de la península de Jutlandia, en el mar de Frisia. Es la quinta ciudad más poblada del país (71 579 habitantes en 2012) y capital del municipio de Esbjerg, el cual pertenece a la región de Dinamarca Meridional.
Esbjerg es el principal puerto de Dinamarca del mar del Norte y la principal ciudad danesa del oeste de Jutlandia. Cuenta con una importante actividad económica, que incluye comercio, industria química, metalurgia, industria alimentaria y pesca. Esbjerg es asimismo la sede de la exploración petrolera y de gas natural de Dinamarca en la plataforma del mar del Norte. Hay una boyante actividad cultural, y la ciudad cuenta con tres institutos de educación superior.

## Historia
Esbjerg fue fundada en 1868 para sustituir al puerto de Altona, en Holstein, que había sido el puerto más importante de Dinamarca en el Mar del Norte hasta que le fue arrebatado por Prusia en la Guerra de los Ducados. El lugar donde se asentó la ciudad estaba deshabitado, pero se han descubierto túmulos funerarios de la Edad del Bronce. 
La zona ya era conocida como Eysbergh desde al menos 1502. El nombre parece derivar de Æsi, lugar como era conocido antiguamente el estrecho entre Esbjerg y Fanø, y que significa aproximadamente "abultamiento", y bjerg, que significa «montaña» o «colina».
La importancia de la pesca (Esbjerg se convertiría en el mayor puerto pesquero del país), la industria alimentaria y el comercio marítimo de exportación provocaron un rápido crecimiento de la ciudad, y el puerto tuvo que ser agrandado en más de una ocasión. En 1874 y 1875 el ferrocarril llegó a Esbjerg, uniendo a la ciudad con Kolding al este, con Varde y Holstebro al norte, y con Ribe al sur.
En 1893 Esbjerg constituyó un municipio independiente, y en 1899 se le concedió el estatus de ciudad comercial (købstad). Con el crecimiento de la ciudad surgieron varias instituciones, como el ayuntamiento, fundado en 1891, la planta de gas y bombeo de agua (1896), Den Danske Bank (1897), la central eléctrica (1907) y la oficina de correos (1908). Paralelamente se establecieron en la ciudad varias instituciones educativas a finales del siglo XIX y principios del XX, por ejemplo: una escuela técnica, una escuela de comercio, una escuela preparatoria y un colegio para trabajadores.
Durante la Segunda Guerra Mundial, el movimiento de resistencia contra la ocupación alemana tuvo una actividad destacada en Esbjerg, así como también existieron acciones de represalia por parte de los alemanes.
Desde los años 1960 se fundaron las ciudades satélite de Sædding y Hjerting al noroeste, y de Rørkjær y Kvaglund al este. En 1963 la Universidad de Aalborg estableció un campus en la ciudad. En 1971 se inauguró el aeropuerto de Esbjerg que se encuentra a 10 kilómetros del centro de la ciudad unido a esta por un servicio de autobuses con una duración de media hora. Desde la década de 1970 Esbjerg se convirtió en la base de la exploración y explotación del gas natural y petróleo daneses en el Mar del Norte, y se desarrolló una importante industria química y metalúrgica en la ciudad, al tiempo que la importancia de la pesca disminuía.
En 1978 se creó la Universidad del Sur de Dinamarca, con uno de sus seis campus en Esbjerg. Con la reestructuración de los municipios daneses de 2007, el 1 de enero de ese año el municipio de Esbjerg se agrandó a sus límites actuales con la adhesión de los antiguos municipios de Ribe y Bramming
Esbjerg ha sido distinguida en dos ocasiones como «la ciudad del año». En 1997 recibió el título debido al trabajo de colaboración entre compañías públicas y privadas que resultó, entre otras cosas, en la fundación de la sala de música Musikhuset, de la estatua Hombres del mar de Svend Wiig Hansen y de la remodelación de la antigua central eléctrica en un conservatorio de música. En 2006 la distinción fue concedida por «el trabajo conjunto con jóvenes talentos en el deporte, la música y las artes».

## Ciudades hermanadas
Esbjerg está hermanada con las siguientes ciudades:
- Eskilstuna, Suecia
- Fjarðabyggð, Islandia
- Jyväskylä, Finlandia
- Maniitsoq, Groenlandia
- Stavanger, Noruega
- Suzhou, China
- Szczecin, Polonia
- Tórshavn, Islas Feroe